# Gelis inutilis
Gelis inutilis là một loài tò vò trong họ Ichneumonidae.